# Michel Le Clerc
Pour les articles homonymes, voir Michel Le Clerc (homonymie) et Le Clerc.
Michel Le Clerc, né en 1622 à Albi et mort le 8 décembre 1691 à Paris, est un avocat et auteur dramatique français.

## Biographie
Il fait ses études chez les jésuites, puis s'établit à Paris où il devient avocat au parlement. Comme son ancien condisciple Claude Boyer, il écrit des tragédies et des pièces de circonstance ; il produit en 1645 sa Virginie romaine l'année même où Boyer produit sa Porcie romaine. Il est élu membre de l'Académie française en 1662. Son Iphigénie (écrite avec Jacques de Coras) est jouée en 1674, la même année que la tragédie de Racine.
Michel Le Clerc est connu surtout pour sa traduction de la Jérusalem délivrée de Le Tasse, mais son œuvre est raillée par Boileau et souffre d'une réputation généralement peu favorable. Chapelain a dit de lui : « Il écrit raisonnablement en prose française et non sans esprit. En prose, il est beaucoup au-dessus des médiocres, soit qu’il en fasse de son chef, soit qu’il traduise[réf. nécessaire]. »

## Œuvres
- La Virginie romaine, tragédie (1645)[1]
- La Hiérusalem délivrée, poëme héroïque traduit en vers français (1667)[2].
- Iphigénie en Aulide, tragédie (1674)[3],[4].
- Orontée[5], « tragédie en musique ornée d'entrées de ballet, de machines et de changemens de théâtre représentée dans le chasteau de Chantilly devant Monseigneur le Dauphin par l'Académie royale de musique » (1688).